# Gareth Matthews
Gareth B. Matthews (* 9. Juli 1929 in Buenos Aires; † 17. April 2011 in Boston) war ein US-amerikanischer Philosoph, spezialisiert für Antike Philosophie und Philosophie mit Kindern. 

## Leben
Gareth Matthews wurde am 8. Juli 1929 in Buenos Aires geboren. Er wuchs auf in der Nähe von Memphis, Tennessee. Als Pfadfinder verdiente er den Rang eines Eagle Scout. Später zog Matthews mit seiner Familie nach Franklin, Indiana. Er ging auf das Franklin College (Indiana) um seinen B.A. zu erhalten. Matthews begann später seine Master-Arbeit an der Harvard University, welche er im Jahre 1952 abschloss. Anschließend verbrachte er ein Jahr als Rotary Fellow an der Freien Universität Berlin.
Matthews diente während des Kalten Krieges als Nachrichtenoffizier in der US Navy. Später diente er in der Reserve und als Leutnant im Ruhestand.
Matthews erhielt seinen Doktortitel an der Harvard University im Jahr 1961. Später hatte er Lehraufträge an der University of Virginia (1960–1961), der University of Minnesota (1961–1969) und der University of Massachusetts Amherst (1969–2005).
Matthews etablierte sich zunächst mit einer Reihe von Arbeiten über Aristoteles. Er schrieb auch eine Reihe von wissenschaftlichen Artikeln über Augustinus von Hippo. Seine späteren Arbeiten über Philosophie mit Kindern wurden in viele Sprachen übersetzt, darunter Chinesisch, Japanisch und Indonesisch, sowie verschiedene europäische Sprachen.
Matthews lehrte regelmäßig Bachelor- und Master-Kurse am UMass Amherst in den Fächern Antike Philosophie, Mittelalterliche Philosophie, Existentialismus, Angewandte Ethik und verschiedene Themen in der Metaphysik. Er führte Lesegruppen für Studenten in den Werken Wittgensteins Philosophischen Untersuchungen und Heideggers Sein und Zeit.
Matthews war Gastprofessor am Amherst College, Brown University, Mount Holyoke College, Smith College und der Harvard Summer School. Er war Mitglied des Institute for Advanced Study in Princeton und leitete vier Sommer-Seminare, gesponsert von der National Endowment for the Humanities. Er wurde zweimal mit dem National Endowment for the Humanities Fellowship ausgezeichnet.
Matthews referierte regelmäßig in den USA und im Ausland und hat in Österreich, Australien, China, Israel, Deutschland, Japan, Norwegen und Schottland sowie in verschiedenen Schulen in den USA mit Grundschulkindern philosophische Diskussionen geführt.
Vor seinem Tod lebte er viele Jahre mit seiner Frau, Mary, in Amherst (Massachusetts), Massachusetts.
Matthews starb an Darmkrebs am 17. April 2011 in Boston, Massachusetts.

## Werke
- Philosophische Gespräche mit Kindern. Freese, Berlin 1989, ISBN 3-88942-008-7.
- Die Philosophie der Kindheit. Quadriga, Berlin, 1995, ISBN 3886798178.
- Nachdenken mit Kindern: Aus der Praxis der Kinderphilosophie in der Grundschule. Klinkhardt, Julius, 1999, ISBN 3781510603.
- Spiele mit der Philosophie: Ein philosophisches Praktikum. Freese, 1992, ISBN 3889420141.
- Denkproben: Philosophische Ideen jüngerer Kinder. Freese, 1991, ISBN 3889420125.
- Augustine (Blackwell, 2005)
- Augustine: On the Trinity - Books 8-15, ed. (Cambridge, 2002)
- Socratic Perplexity and the Nature of Philosophy (Oxford, 1999)
- The Philosophy of Childhood (Harvard, 1994)
- Dialogues with Children (Harvard, 1984)
- Philosophy and the Young Child (Harvard, 1980)